# Buena Vista Molino
Buena Vista Molino är en ort i Mexiko.   Den ligger i kommunen Álamo Temapache och delstaten Veracruz, i den sydöstra delen av landet, 230 km nordost om huvudstaden Mexico City. Buena Vista Molino ligger 18 meter över havet och antalet invånare är 147.
Terrängen runt Buena Vista Molino är huvudsakligen platt, men åt sydost är den kuperad. Runt Buena Vista Molino är det ganska tätbefolkat, med 65 invånare per kvadratkilometer. Närmaste större samhälle är Temapache, 15,8 km norr om Buena Vista Molino. Trakten runt Buena Vista Molino består till största delen av jordbruksmark.